# Gio. Ansaldo & C.
«Ансальдо» (итал. Gio. Ansaldo & C.) — итальянский машиностроительный концерн существовавший с 1853 по 1993 годы. В разное время занимался выпуском военных и гражданских кораблей, самолётов, автомобилей, артиллерийских и корабельных орудий, боеприпасов, локомотивов, тракторов, трамвайных вагонов. В 1930—1940-х годах в кооперации с концерном Fiat являлся фактически единственным в Италии производителем бронетехники.

## История
Gio. Ansaldo & C был основан в 1853 году группой генуэзских предпринимателей: Джованни Ансальдо, Раффаэле Рубаттино, Джакомо Филиппо Пенко и Карло Бомбрини. Название компания получила в честь главного акционера Джованни Ансальдо. До конца XIX века Ansaldo сосредоточилась на производстве и ремонте техники для железных дорог Италии. Постепенно, к началу XX века, компания расширилась, превратившись в трест, который имел семь заводов и штат работников в количестве 10 тысяч человек. Разнообразной стала и специализация компании. Теперь Ansaldo выпускал не только паровозы, но и суда, занимался механикой и металлообработкой.
В 1904 году трест был куплен промышленником Фердинандо Мария Перроне. В течение следующих двух десятилетий Перроне развивал трест сделав из него крупнейшего в Королевстве Италия производителя вооружения. Этому поспособствовали Итало-турецкая война, а также вступление Италии в Первую мировую войну в 1915 году. Именно тогда резко увеличились военные заказы.
Ещё в 1911 году Ansaldo был заложен и спущен с верфи в Генуе линкор «Джулио Чезаре». Началось производство аэропланов. Если в 1914 году оценочная стоимость Ansaldo составляла порядка 30 миллионов лир, то к 1918 году эта сумма увеличилась до 500 миллионов. К этому времени на производстве было занято 80 тысяч человек, а во владении треста было около десятка подконтрольных ему компаний.
В 1921 году в связи с окончанием Первой мировой войны и резким сокращением военных заказов трест оказался в серьёзном кризисе, в результате чего семья Перрона отказалась от него и Ansaldo был выкуплен государством при участии Банка Италии.
Приход к власти в Италии фашистов, в 1922 году объявивших курс на милитаризацию, укрепил позиции Ansaldo. В трест пришёл инженер и бизнесмен Агостино Рокка, который перестроил структуру и организацию компании. А фактическим администратором треста стал сенатор и секретарь военного министерства Уго Кавальеро, в будущем военачальник, маршал Италии.
В 1920—1930-е годы Ansaldo опробовала себя производителем автомобилей.
Компания пережила Мировой экономический кризис конца 1920-х — начала 1930-х годов, прекратив лишь производство самолётов.
Ведение Италией, начиная с середины 1930-х, более агрессивной внешней политики только ещё больше развивало компанию. Если в 1935 году числилось 22 тысяч работников, то 1943 году их число увеличилось до 35 тысяч.
В середине 1930-х годов в сотрудничестве с концерном FIAT на бывшем заводе боеприпасов в Генуе компания начала производство танкеток CV3/33, а затем и других видом бронетехники. С FIAT поставляли узлы и агрегаты, а на самом заводе в Генуе строились танки, бронеавтомобили, самоходки. В дальнейшем этот завод стал фактически единственным, который производил бронетехнику для итальянской армии.
В 1931 году со стапелей судоверфи Ansaldo сошёл пассажирский океанский лайнер «Рекс», один из лучших и самых современных того времени. Также в 1930-х на верфях компании было построено немало и военных кораблей: линкор «Литторио», крейсера «Эудженио ди Савойя», «Раймонде Монтекукколи», начато строительство авианосца «Аквила».
После оккупации гитлеровцами Севера Италии осенью 1943 года компания продолжила работать теперь уже на немецкую военную администрацию.
Окончание Второй мировой войны и запрет для Италии выпуска военной продукции ослабил позиции Ansaldo и заставил переключиться на мирную продукцию: электровозы и тепловозы для железных дорог Италии. В 1948 году Ansaldo перешёл под управление компании Finmeccanica.
В 1950—1960-х годах Ansaldo построила ещё несколько лайнеров: «Андреа Дориа» и «Микеланджело», однако к концу 1960-х отказалось от судостроения.
В 1993 году Ansaldo была поглощена Finmeccanica и фактически перестала существовать.

## Галерея продукции
- Броненосный крейсер «Джузеппе Гарибальди» (1899)
- Линкор «Джулио Чезаре» (1911)
- Истребитель Ansaldo A.1 «Balilla» (1917)
- Паровоз серии FS 691 (1928)
- Океанский лайнер «Рекс» (1931)
- Танкетка Carro CV3/33 (1934)
- Зенитное орудие Cannone da 90/53 (1939)
- Корабельное орудие 381 mm/50 Ansaldo Mod. 1934 (1940)
- Средний танк М13/40 (1940)
- Электровоз серии E636 (1940)
- Океанский лайнер «Андреа Дориа» (1951)